# Église des Saints-Denis-Rustique-et-Éleuthère de Borgo Velino
L'église des Saints-Denis-Rustique-et-Éleuthère (italien : chiesa dei Santi Dionisio, Rustico ed Eleuterio Martiri) est un édifice religieux catholique situé à Borgo Velino, en Italie.

## Histoire
Sur cet emplacement, se dresse dans l'Antiquité un temple romain dédié à la déesse de la chasse, Diane : en atteste notamment une dalle dédicacée aux nymphes de la déesse. Élevé sur ses vestiges, l'église dans son ensemble date probablement du XIIe siècle, mais certains de ses ornements remontraient aux VIIe et VIIIe siècles. Selon Mortari, les fresques seraient l'œuvre de peintres de Viterbe, mais Cesare Verani attribue plutôt les réalisations à Cesare Verani en les datant d'entre 1511 et 1522.